# Yours Truly
Yours Truly (укр. Щиро твоя) — дебютний студійний альбом американської актриси та співачки Аріани Ґранде, що вийшов 30 серпня 2013 на лейблі Republic Records. Основний жанр платівки — R&B, на який Аріану надихнули такі виконавиці, як Вітні Г'юстон, Крістіна Агілера, Мерая Кері, а також Емі Вайнгауз. Ґранде описує першу частину альбому як «повернення» R&B епохи 1990-х років. У стандартну версію платівки входять дванадцять треків, а у делюкс-виданні є іспанська версія треку «The Way». Для альбому Аріана була співавтором п'яти композицій.
Альбом дебютував на вершині американського чарту Billboard 200. Всього було продано понад 138 000 екземплярів за перший тиждень, що зробило Ґранде п'ятнадцятою виконавицею, яка колись дебютувала на першому місці в США зі своїм дебютним альбомом. Yours Truly також увійшов до десятки найкращих альбомів в Австралії, Канаді, Данії, Ірландії, Японії, Нідерландах та Сполученому Королівстві. Альбом ввійшов до чартів Billboard 200 на кінець року як у 2013, так і у 2014 році.

## Передісторія й запис
Запис альбому розпочався у серпні 2010 року, коли Аріана знімалась у телесеріалі «Вікторія-переможниця» в одній із головних ролей. У вересні 2010 стало відомо, що для альбому Ґранде написала близько двадцяти пісень, але список зменшили і у альбомі їх залишилось тринадцять. Перший сингл — «Put Your Hearts Up» вийшов 12 грудня 2011. В інтерв'ю 2012 року Аріана описала альбом як «музику 50-х, 60-х років минулого століття». Також вона оголосила, що до релізу платівки буде випущено ще два сингли, один з яких називається «Do You Love Me?», і назвала кілька інших пісень, які також увійдуть до альбому: «Honeymoon Avenue», «Voodoo Love», «Daydreamin», «Boyfriend Material», «You're My Only Shorty» (кавер на пісню Демі Ловато) та «Tattooed Heart».
Під час інтерв'ю Ґранде сказала, що незадоволена своїм синглом «Put Your Hearts Up», і не зацікавлена в даному музичному жанрі. Вона пояснила, що хотіла б випускати музику, яка ближча до неї самої.
Співачка Іггі Азалія відхилила пропозицію Аріани співпрацювати з нею, але все ж таки в 2014 році вони записали пісню для другої платівки Ґранде.
Перша назва альбому — Daydreamin.

## Сингли
«The Way» вийшов 26 березня 2013 як офіційний лід-сингл з альбому. Її написав продюсер пісні Гармоні Семюелс разом з Ембер Стрітер, Елом Шерродом Ламбертом, Джордіном Спарксом, Брендою Рассел і Маком Міллером, який також фігурує в пісні як виконавець. Через сім годин після виходу в iTunes Store трек очолив чарт найкращих синглів. Пісня дебютувала під номером 10 в американському Billboard Hot 100 , ставши першою піснею Ґранде і Міллера, яка потрапила на вершину чарту.
«Baby I» вийшов 22 липня 2013 як другий сингл з альбому. Пісня потрапила на 21 рядок Billboard Hot 100, і першого тижня продалася тиражем 141 000 копій. Сингл також дебютував під номером 6 у чарті Hot Digital Songs, зробивши Ґранде єдиною жінкою, яка дебютувала з двома піснями у чарті Hot Digital Songs. Знімання кліпу на пісню відбувалося 28–29 липня 2013 року.
«Right There» вийшов 6 серпня 2013 як останній офіційний сингл з альбому. Пісня посіла 84 місце у Billboard Hot 100. На радіо вперше з'явилася 10 вересня того ж року.

### Промо-сингли
«Almost Is Never Enough» (за участю Натана Сайкса) вийшов 19 серпня 2013 року як рекламний сингл з альбому. Його можна почути у фентезійному пригодницькому фільмі 2013 року норвезького режисера Гарольда Цварта «Знаряддя смерті: Місто кісток».

## Список пісень
| Yours Truly – Standard edition | Yours Truly – Standard edition                | Yours Truly – Standard edition | Yours Truly – Standard edition                                                         | Yours Truly – Standard edition |
| #                              | Назва                                         | Автор | Продюсер(и)                                                                            | Тривалість                     |
| ------------------------------ | --------------------------------------------- | --- | -------------------------------------------------------------------------------------- | ------------------------------ |
| 1.                             | «Honeymoon Avenue»                            | Kenneth Edmonds Antonio Dixon Khristopher Riddick-Tynes Leon Thomas III Thomas Lee Brown Travis Sayles Victoria McCants Roahn Hylton Dennis Jenkins Maurice Wade | Edmonds Dixon The Rascals Brown [a] Matt Squire [a] Sayles [a]                         | 5:39                           |
| 2.                             | «Baby I»                                      | Edmonds Dixon Patrick Smith | Edmonds Dixon                                                                          | 3:17                           |
| 3.                             | «Right There» (featuring Big Sean)            | Ariana Grande Harmony Samuels Helen "Carmen Reece" Culver J. «Lonny» Bereal James "J-Doe" Smith Al Sherrod Lambert Sean Anderson Jeff Lorber                     | Harmony Jo Blaq [b]                                                                    | 4:07                           |
| 4.                             | «Tattooed Heart»                              | Edmonds Dixon Riddick-Tynes Thomas Grande Squire Sean Foreman | Edmonds Dixon The Rascals Squire [a] Nathaniel Motte [a]                               | 3:14                           |
| 5.                             | «Lovin' It»                                   | Edmonds Dixon Riddick-Tynes Thomas Mark Rooney Nathaniel Robinson Kirk Robinson Mark Morales Rickey Offord                                                       | Edmonds Dixon The Rascals Offord                                                       | 3:00                           |
| 6.                             | «Piano»                                       | H. Samuels Grande Jahmaal Noel Fyffe Parker Ighile Anisa Moghaddam Moses Ayo Samuels Olaniyi Michael Akinkunmi                                                   | Harmony Blaq [b] Mo-Keyz [c] Mikey [c]                                                 | 3:54                           |
| 7.                             | «Daydreamin'»                                 | Squire Brown McCants | Squire Brown                                                                           | 3:31                           |
| 8.                             | «The Way» (featuring Mac Miller)              | H. Samuels Lambert Amber Streeter Jordin Sparks Malcolm McCormick Brenda Russell                                                                                 | Harmony Grande [b] Sauce [b]                                                           | 3:47                           |
| 9.                             | «You'll Never Know»                           | Edmonds Dixon Riddick-Tynes Thomas | Edmonds Dixon The Rascals                                                              | 3:34                           |
| 10.                            | «Almost Is Never Enough» (with Nathan Sykes)  | H. Samuels Lambert Grande M. Samuels Akinkunmi Culver | Harmony Blaq [b] Carmen Reece [b] Talay Riley [b] Mark Asari [b] Mo-Keyz [c] Mikey [c] | 5:27                           |
| 11.                            | «Popular Song» (Mika featuring Ariana Grande) | Mika Priscilla Renea Mathieu Jomphe Stephen Schwartz | Greg Wells Mika Peter Stengaard [b] Nick Littlemore [c] Jason Nevins [c] [d]           | 3:20                           |
| 12.                            | «Better Left Unsaid»                          | H. Samuels Lambert Grande M. Samuels Akinkunmi Courtney Harrell                                                                                                  | Harmony Blaq [b] Sauce [b] Mo-Keyz [c] Mikey [c]                                       | 3:32                           |
| 46:23                          |                                               | |                                                                                        |                                |

| Yours Truly – iTunes Store edition | Yours Truly – iTunes Store edition                  | Yours Truly – iTunes Store edition                   | Yours Truly – iTunes Store edition                                | Yours Truly – iTunes Store edition |
| #                                  | Назва                                               | Автор                                                | Продюсер(и)                                                       | Тривалість                         |
| ---------------------------------- | --------------------------------------------------- | ---------------------------------------------------- | ----------------------------------------------------------------- | ---------------------------------- |
| 13.                                | «The Way» (Spanglish version; featuring Mac Miller) | H. Samuels Lambert Streeter Sparks McCormick Russell | Harmony Grande [b] Sauce [b] Edgar Cortazar [b] Mark Portmann [b] | 3:47                               |
| 50:10                              |                                                     |                                                      |                                                                   |                                    |

| Yours Truly – Latin American edition | Yours Truly – Latin American edition              | Yours Truly – Latin American edition                 | Yours Truly – Latin American edition                   | Yours Truly – Latin American edition |
| #                                    | Назва                                             | Автор                                                | Продюсер(и)                                            | Тривалість                           |
| ------------------------------------ | ------------------------------------------------- | ---------------------------------------------------- | ------------------------------------------------------ | ------------------------------------ |
| 14.                                  | «The Way» (Spanglish version; featuring J Balvin) | H. Samuels Lambert Streeter Sparks McCormick Russell | Harmony Grande [b] Sauce [b] Cortazar [b] Portmann [b] | 3:46                                 |
| 53:56                                |                                                   |                                                      |                                                        |                                      |

| Yours Truly – Japanese edition | Yours Truly – Japanese edition                            | Yours Truly – Japanese edition                                   | Yours Truly – Japanese edition       | Yours Truly – Japanese edition |
| #                              | Назва                                                     | Автор                                                            | Продюсер(и)                          | Тривалість                     |
| ------------------------------ | --------------------------------------------------------- | ---------------------------------------------------------------- | ------------------------------------ | ------------------------------ |
| 13.                            | «The Way» (JdB radio edit; featuring Mac Miller)          | H. Samuels Lambert Streeter Sparks McCormick Russell             | Harmony Grande [b] Sauce [b] JdB [d] | 4:24                           |
| 14.                            | «Baby I» (Cosmic Dawn radio edit)                         | Edmonds Dixon P. Smith                                           | Edmonds Dixon Cosmic Dawn [d]        | 3:59                           |
| 15.                            | «Right There» (7th Heaven radio edit; featuring Big Sean) | H. Samuels Lambert Grande Culver Bereal J. Smith Anderson Lorber | Harmony Blaq [b] 7th Heaven [d]      | 4:03                           |
| 58:49                          |                                                           |                                                                  |                                      |                                |

| Yours Truly – Japanese deluxe edition (bonus DVD) | Yours Truly – Japanese deluxe edition (bonus DVD) | Yours Truly – Japanese deluxe edition (bonus DVD) | Yours Truly – Japanese deluxe edition (bonus DVD) |
| #                                                 | Назва                                             | Режисер(и)                                        | Тривалість                                        |
| ------------------------------------------------- | ------------------------------------------------- | ------------------------------------------------- | ------------------------------------------------- |
| 1.                                                | «The Way» (music video; featuring Mac Miller)     | Jones Crow                                        | 3:47                                              |
| 2.                                                | «Baby I» (music video)                            | Ryan Pallotta                                     | 3:17                                              |
| 3.                                                | «Japan Exclusive Interview»                       |                                                   | 8:00                                              |

## Чарти
| Чарт (2013—2014)                                        | Позиція |
| ------------------------------------------------------- | ------- |
| Австралія Australian Albums (ARIA)                      | 6       |
| Австрія Austrian Albums (Ö3 Austria Top 40)             | 53      |
| Бельгія Flanders Albums                                 | 62      |
| Бельгія Wallonia Albums                                 | 82      |
| Канада Canadian Albums (Billboard)                      | 2       |
| КНР Chinese Albums (Sino Chart)                         | 27      |
| Данія Danish Albums (Hitlisten)                         | 10      |
| Нідерланди Dutch Albums (MegaCharts)                    | 5       |
| Франція French Albums (SNEP)                            | 183     |
| Греція Greek Albums (IFPI)                              | 31      |
| Ірландія Irish Albums (IRMA)                            | 6       |
| Японія Japanese Albums Chart (Oricon)                   | 3       |
| Мексика Mexican Albums (AMPROFON)                       | 39      |
| Нова Зеландія New Zealand Albums (RMNZ)                 | 11      |
| Норвегія Norwegian Albums (VG-lista)                    | 33      |
| Шотландія Scottish Albums (OCC)                         | 18      |
| Південна Корея South Korean International Albums (Gaon) | 27      |
| Іспанія Spanish Albums Chart (PROMUSICAE)               | 45      |
| Швейцарія Swiss Albums (Schweizer Hitparade)            | 57      |
| Велика Британія UK Albums (OCC)                         | 7       |
| США Billboard 200                                       | 1       |

## Сертифікації
| Регіон | Сертифікація | Продажі |
| --- | ------------ | ------- |
| Канада (Music Canada)                                                                                      | Платиновий   | 80 000  |
| Японія (RIAJ)                                                                                              | Золотий      | 125,000 |
| Нова Зеландія (RIANZ)                                                                                      | Платиновий   | 15 000  |
| Норвегія (IFPI Norway)                                                                                     | Золотий      | 10 000* |
| Польща (ZPAV)                                                                                              | Золотий      | 10 000  |
| Сінгапур (RIAS)                                                                                            | Золотий      | 5000*   |
| Швейцарія (IFPI Switzerland)                                                                               | Золотий      | 10 000  |
| Велика Британія (BPI)                                                                                      | Золотий      | 88,870  |
| США (RIAA)                                                                                                 | Платиновий   | 650,000 |
| *продажі, що базуються лише на сертифікаціях · продажі+прослуховування, що базуються лише на сертифікаціях |              |         |